# Stapi odde

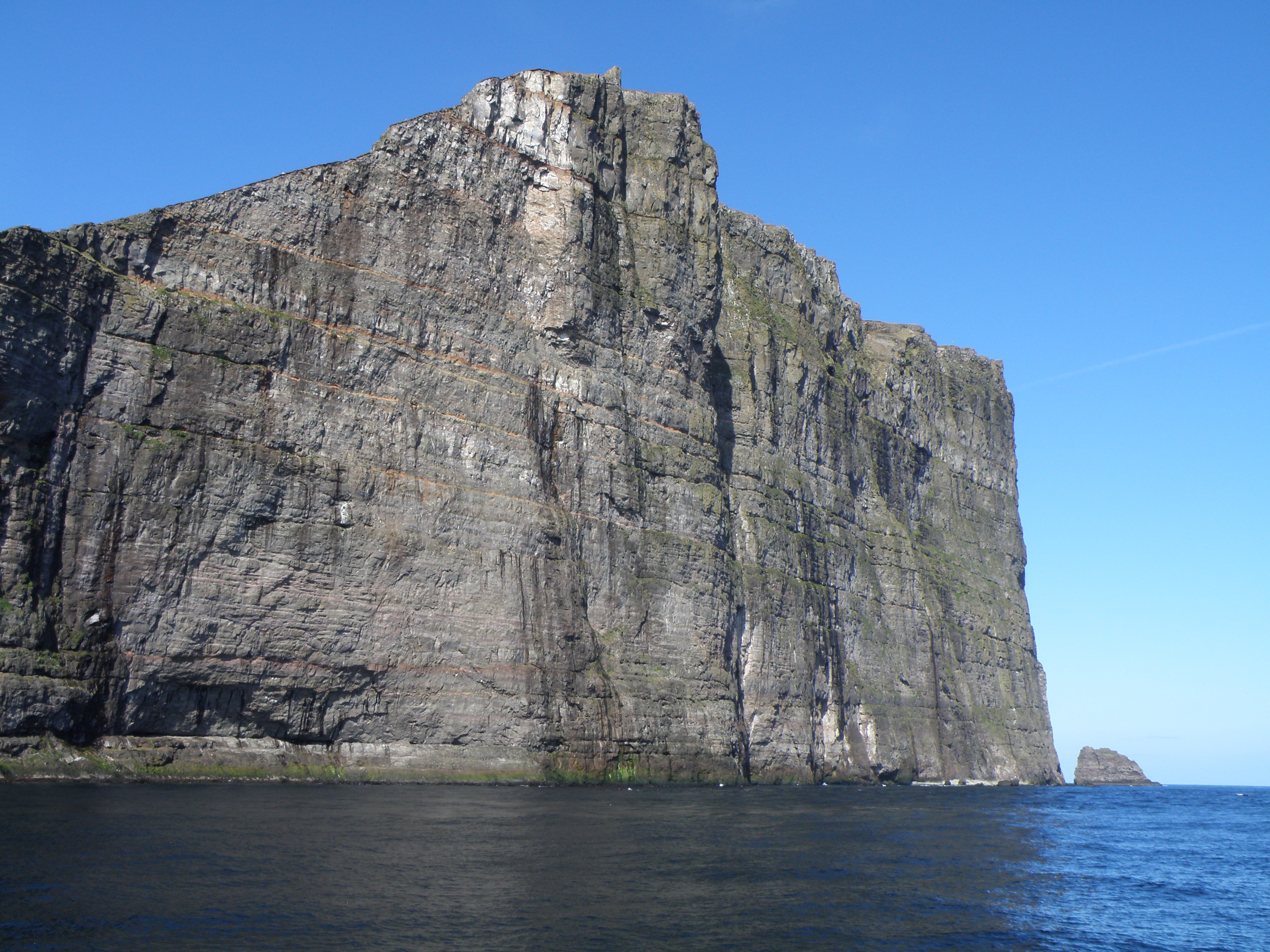
Stapi Odde till höger nedom Eystfelli

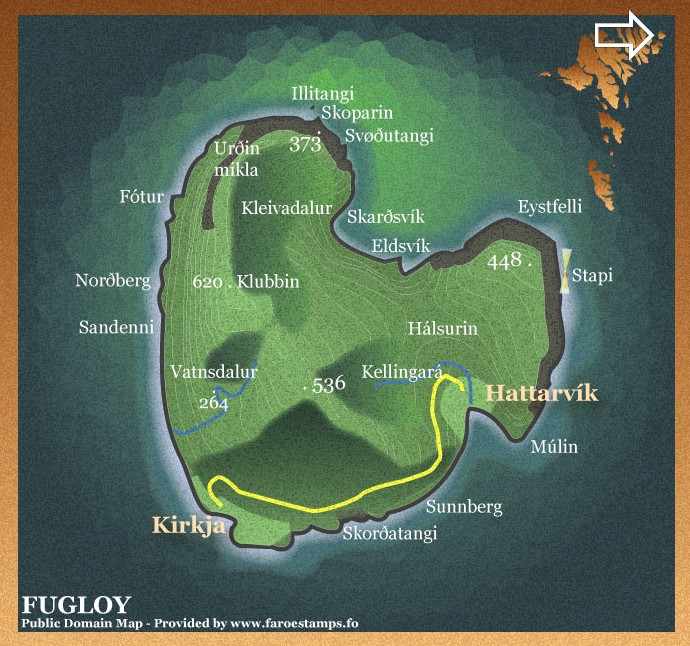
områdeskarta, Stapi odde utmarkerad till höger

Stapi odde (även Stapin, Stapiudden) är en klippö i nordöstra Färöarna. Klippön är den östligaste punkten i Färöarna och en av Färöarnas ytterpunkter.

## Geografi
Stapi odde ligger nordöst om ön Fugloy cirka 1 km nordöst om orten Hattarvík i regionen Norðoyar sýsla. Förvaltningsmässigt tillhör Stapi odde Fugloyar kommuna.
Den obebodda Stapi odde är cirka 47 meter hög och klippön ligger nedom det 449 meter höga fjället Eystfelli som fortsätter sin sträckning norrut. 

## Historia
Tidigare fanns en aktiv fyr (Bispen) på Stapi, fyren är inte aktiv längre.
Området har alltid varit en viktig boplats för lunnefågel och andra sjöfåglar och är idag ett populärt mål för fågelskådare.